# Процессорное время

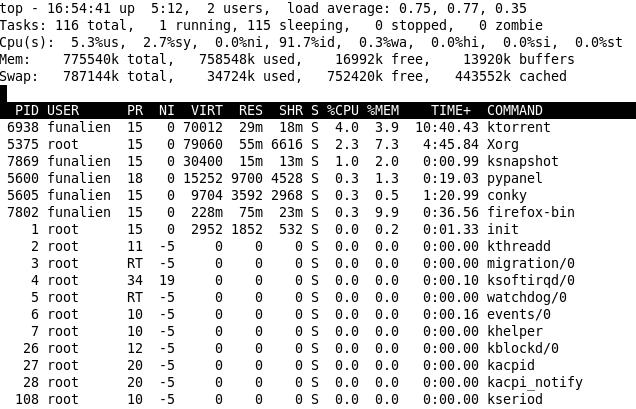
Вывод программы top. Процессорное время каждого процесса указано в колонке «TIME+»

Процессорное время (англ. process time или CPU time) — время, затраченное процессором компьютера на обработку задачи (программы). Распределяется между потоками, которые могут принадлежать одному или разным процессам в соответствии с используемым режимом операционной системы.
Процессорное время измеряется в тиках или секундах. Часто бывает полезно измерение процессорного времени в процентах от мощности процессора, который называется загрузкой процессора.
Процессорное время и загрузка процессора имеет две основных сферы применения.
Первое заключается в количественном измерении общей занятости системы. Когда загрузка процессора выше 70%, пользователь может почувствовать задержку. Такая высокая загрузка ЦП указывает на недостаточную вычислительную мощность. Либо вычислительная мощность процессора (процессоров) должна быть повышена или объём пользовательских задач должен быть уменьшен, например, путём перехода на более низкое графическое разрешение и отключение анимации.
Второе применение, возникшее с появлением многозадачности, заключается в количестве того как процессор разделяется между компьютерными программами.